# Node 3
Node 3 (Tranquillity) je modul, který byl připojen k Mezinárodní vesmírné stanici v roce 2010. Obsahuje nejmodernější zařízení pro údržbu životního prostředí na stanici. Tyto systémy recyklují odpadovou vodu pro posádku a produkují dýchatelný kyslík. Node 3 je také vybaven zařízením na revitalizaci atmosféry, které z atmosféry filtruje škodlivé látky.
Do vesmíru byl Node 3 dopraven raketoplánem Endeavour při misi STS-130. Mise odstartovala 8. února 2010